# 80er v. Chr.
Portal Geschichte | Portal Biografien | Aktuelle Ereignisse | Jahreskalender | Tagesartikel

◄ |
1. Jahrtausend v. Chr. |

◄ |
2. Jh. v. Chr. |
1. Jahrhundert v. Chr. |
1. Jh. |
►

◄ | 110er v. Chr. | 100er v. Chr. | 90er v. Chr. | 80er v. Chr. |
70er v. Chr. |
60er v. Chr. |
50er v. Chr. |
►

89 v. Chr. |
88 v. Chr. |
87 v. Chr. |
86 v. Chr. |
85 v. Chr. |
84 v. Chr. |
83 v. Chr. |
82 v. Chr. |
81 v. Chr. |
80 v. Chr.

## Ereignisse

### Römisches Reich
- 89 v. Chr.: Ende des Bundesgenossenkrieges. Die Italiker erhalten das römische Bürgerrecht.
- 89 v. Chr.: In Kleinasien werden auf Befehl von Mithridates VI etwa 80.000 Römer ermordet. Ursache waren zu hohe Steuern und Tributzahlungen an das Römische Reich. Beginn des Ersten Mithridatischen Krieges, der bis 85 v. Chr. andauert. Das Volk überträgt dem Popularen Marius das Kommando über die Truppen, der Senat dem Optimaten Sulla. Es kommt zum Bürgerkrieg zwischen Popularen und Optimaten, den Sulla 82 v. Chr. für sich entscheidet. Nach dem Krieg wird Sulla zum Diktator ohne zeitliche Einschränkung ernannt.
- 83 v. Chr. bis 81 v. Chr.: 2. Mithridatischer Krieg: Der römische Statthalter in Kleinasien erklärt, um sein Territorium zu erweitern, Pontos den Krieg. Aber Pontos wehrt die Invasion ab.

## Technik
- 82 v. Chr.: Auf Rhodos wird der Mechanismus von Antikythera konstruiert.
- In Rom werden die ersten Fußbodenheizungen installiert.